# Ludmilla Bodniyeva
Lyudmila Valeryevna Bodniyeva (Elista, 15 de octubre de 1978), también conocida en español como Ludmilla Bodniyeva, es una entrenadora y exjugadora de balonmano rusa, bicampeona del mundo y miembro del Salón de la Fama.

## Trayectoria
Se inició al balonmano en Volgogrado y, en 1993, empezó su carrera profesional en el Dínamo Volgogrado (Akwa Volgogrado). Con Akwa, ganó el campeonato ruso en los años 1995, 1996, 1999, 2000 y 2001 y, cuando el club enfrentó dificultades financieras en 2003, se unió al equipo esloveno de élite Rokometni Klub Krim. 
Con el Krim, ganó el doblete nacional desde 2004 hasta 2013, además de la EHF Champions Trophy en 2003 y 2004. En 2004 y 2006 llegó a la final de la Champions League.
En 2013, Bodnijewa decidió retirarse de la competición.

### Clubes
- 1993-2003:  Dínamo Volgogrado
- 2003-2013:  RK Krim

### Selección nacional
Sin duda, su participación con la selección rusa es la que más luce en su palmarés: dos Campeonatos del Mundo (2001 y 2005), medalla de plata en el Campeonato de Europa del 2006 y otra de bronce en el del 2000. En 2008 se despidió de la selección nacional tras desavenencias con el entrenador Jewgeni Trefilow que la mantuvo varios años fuera del equipo. Volvió para participar en los Juegos Olímpicos del 2012.

## Palmarés
- 2 x Medalla de Oro en el Campeonato del Mundo (2001, 2005)
- 1 x Medalla de Plata en el Campeonato de Europa (2006)
- 1 x Medalla de Bronce en el Campeonato de Europa (2000)
- 10 x Campeonatos de Eslovenia
- 10 x Copas de Eslovenia
- 5 x Campeonatos de Rusia

### Premios y galardones individuales
- 1 x MVP del Campeonato del Mundo (2005)[7]
- 2 x All-Star del Campeonato del Mundo (2001 y 2005)[8]
- 4 x All-Star del Campeonato de Europa (2000, 2002, 2004 y 2006)[9]

## Entrenadora
Bodnijewa apoyó a su antiguo entrenador Akopjan como asistente en la gestión del equipo ruso de estudiantes en la Universiada de 2015 en Gwangju. 
En 2021, Bodnijewa trabajó como asistente de la primera entrenadora Olga Akopjan del equipo HBC CSKA Moscú. 
Durante los Juegos Olímpicos del 2000 fue asistente en el equipo nacional femenino. Tras esos juegos, en septiembre del 2021, asumió el cargo de entrenadora de la selección rusa..

## Vida
Trabajó como delegada en la Federación Europea de Balonmano, donde supervisaba la organización de partidos de países y copas europeas, así como el cumplimiento de regulaciones. Formó parte del grupo de trabajo Women’s Handball Board de la iHF, cuyo objetivo es promover y desarrollar el balonmano femenino. 